# Millard Tydings
Millard Evelyn Tydings, född 6 april 1890 i Havre de Grace, Maryland, död 9 februari 1961 nära Havre de Grace, Maryland, var en amerikansk demokratisk politiker. Han representerade Maryland i USA:s representanthus 1923–1927. Han var sedan ledamot av USA:s senat från Maryland 1927–1951.

## Biografi
Tydings utexaminerades 1910 från Maryland Agricultural College (numera University of Maryland, College Park). Han studerade sedan juridik vid University of Maryland School of Law i Baltimore. Han inledde 1913 sin karriär som advokat i Havre de Grace. Han deltog i första världskriget i USA:s armé och befordrades 1918 till överstelöjtnant.
Tydings blev 1922 invald i representanthuset. Han omvaldes 1924. Han besegrade sedan sittande senatorn Ovington Weller i senatsvalet 1926. Han omvaldes till senaten 1932, 1938 och 1944. Tydings var en motståndare till Joseph McCarthy. Han ledde 1950 ett specialutskott som undersökte McCarthys påståenden om kommunister som arbetade vid USA:s utrikesdepartement. Tydings kom till den slutsatsen att McCarthys påståenden var falska. McCarthys medarbetare använde undersökningen som grund för att sprida rykten om Tydings i samband med den pågående valkampanjen i Maryland. Syftet var att få Tydings att framstå som vänligt sinnad gentemot Earl Russell Browder, en före detta kommunist som hade uppträtt inför Tydings specialutskott. 
Republikanen John Marshall Butler besegrade Tydings i senatsvalet 1950.
Tydings var anglikan och frimurare. Han gravsattes på Angel Hill Cemetery i Harford County.